# إشارة ثنائية القطب
في الاتصالات السلكية واللاسلكية، الإشارة ثنائية القطب (بالإنجليزية: Bipolar signal)، هي إشارة ذات قطبية تتغيّر في أيّ من الاتجاهين من الصفر، فإذا كانت الإشارة متماثلة، فإنها لا تحتوي على مركبة تيار مستمر.
يمكن أن تحتوي الإشارة ثنائية القطب على نظام تشفير ثنائي من حالة عدم العودة إلى الصفر (NRZ) أو نظام تشفير ثنائي من ثلاث حالات من العودة إلى الصفر (RZ).
عادة ما تكون الإشارة ثنائية القطب متماثلة فيما يتعلق بالاتساع الصفري، أي أن القيم المطلقة لحالات الإشارة الإيجابية والسلبية متساوية اسمياً.